# Storsjön (Möja socken, Uppland)
Storsjön är en sjö i Värmdö kommun i Uppland och ingår i Norrström-Tyresåns kustområde. Sjön har en area på 0,154 kvadratkilometer och ligger 6,2 meter över havet.

## Delavrinningsområde
Storsjön ingår i det delavrinningsområde (659417-167570) som SMHI kallar för Rinner till Kallskärsfjärden. Medelhöjden är 11 meter över havet och ytan är 4,71 kvadratkilometer. Det finns inga avrinningsområden uppströms utan avrinningsområdet är högsta punkten. Avrinningsområdets utflöde mynnar i havet, utan att ha någon enskild mynningsplats.